# Terzieler
Terzielers (Engels: Thestrals) zijn fabeldieren uit de Harry Potterboekenreeks van J.K. Rowling.

## Uiterlijk en kenmerken
Terzielers zijn 
reptielachtige, glanzend zwarte paarden met enorme vleermuisvleugels. Ze zijn erg mager, hebben pupilloze witte ogen en kunnen vliegen. De terzielers zijn enkel zichtbaar voor mensen die getuige waren van een overlijden én dit emotioneel begrepen. Om die reden zijn de meeste mensen bang voor ze, en kunnen de meeste minderjarige tovenaars deze niet zien.

## Terzielers in Harry Potterboeken
Terzielers worden in Zweinsveld gebruikt om de koetsen van het station naar Zweinstein voort te trekken. Daar deze koetsen al in het tweede boek voorkwamen doen de terzielers dus eigenlijk vanaf dat boek al mee. Pas in deel vijf, Harry Potter en de Orde van de Feniks, ziet Harry de terzielers voor het eerst, omdat hij het jaar daarvoor getuige was van de dood van Carlo Kannewasser. Voor die tijd geloofde Harry, net als vele andere leerlingen van Zweinstein, dat de koetsen uit zichzelf reden.
Gedurende de rest van dit boek worden de terzielers bestudeerd tijdens het vak Verzorging van Fabeldieren. Tijdens een van deze lessen vertelt professor Omber dat het door het Ministerie van Toverkunst is verboden om terzielers te fokken.
Aan het eind van het boek spelen de terzielers een belangrijke rol wanneer ze de Strijders van Perkamentus naar het Ministerie van Toverkunst vliegen. Voor Ron, Hermelien en Ginny is dit een zeer vreemd gevoel, aangezien ze niet kunnen zien waarop ze nu eigenlijk vliegen omdat ze nooit getuige zijn geweest van iemands dood. Loena, die net als Marcel en Harry de terzielers wel kan zien, helpt ze om op hun expemplaar te klimmen. Tijdens de Slag om Zweinstein helpen de terzielers ook mee de Dooddoeners te verslaan. In het laatste stuk komen de terzielers nog even ter sprake wanneer James Potter zijn jongere broer Albus Potter bang maakt met de terzielers. Harry Potter, hun vader, stelt Albus gerust: terzielers zijn niets om bang voor te zijn.